# Magnaporthales
Magnaporthales es un orden de  hongos en la clase Sordariomycetes.